# Адріан III
Адріан III (лат. Hadrianus; ? — вересень 885) — сто дев'ятий папа Римський (17 травня 884—вересень 885), святий, народився у Римі. Відзначався жорстокістю у ставленні до противників. Помер у Модені в дорозі до Вормса, де мав відбутися сейм Священної Римської імперії, скликаний імператором Карлом III Товстим, на якому мали обговорюватись питання спадкування трону та боротьби з сарацинами.
Існує припущення, що Адріан III був отруєний. Його пам'ять відзначається 8 липня.